# Ноћ је наша
Ноћ је наша (енгл. We Own the Night), амерички је неоноар драмски криминалистички трилер филм из 2007. године режисера Џејмса Греја, са Хоакином Финиксом, Марком Волбергом, Евом Мендес и Робертом Дувалом у главним улогама.

## Радња
Година 1988. Бруклин, Њујорк. Филм говори о два брата - Џозефу (Марк Волберг) и Бобију (Хоакин Феникс), од којих је први полицајац, а други управник популарног ноћног клуба.
Џозеф бива унапређен и постаје шеф одељења за наркотике. Он тражи од свог брата, који има блиске везе са гангстерима који посећују његов клуб, да му помогне да ухвати руског дилера дроге Вадима Нижинског. Нижински и његови људи немилосрдно лове полицајце, крчећи тако пут ка несметаној продаји своје робе. А чињеница да се на листи за убиство налазе чланови његове породице, Боби се запита на чију ће страну морати да стане.

## Улоге
| Глумац        | Улога               |
| ------------- | ------------------- |
| Хоакин Финикс | Роберт Грусински    |
| Марк Волберг  | Џозеф Грусински     |
| Ева Мендез    | Амада Хуарез        |
| Роберт Дувал  | Берт Грусински      |
| Ентони Короне | поручник Мајкл Соло |
| Сандра Кајли  | Меги Грусински      |
| Дени Хоч      | Луј "Џамбо" Фалсети |
| Тони Мусанте  | Џек Шапиро          |
| Пол Херман    | Спиро Гиаванис      |
| Алекс Видов   | Вадим Нижински      |
| Олег Тактаров | Павел Љубарски      |